# Uber Arena
L'Uber Arena è il principale palazzetto dello sport di Berlino.
Realizzato dall'Anschutz Entertainment Group è stato aperto nel settembre 2008 venendo chiamato O2 World in quanto la società Telefónica O2 Germany aveva acquistato i diritti sul nome. Dal 1º luglio 2015 ha cambiato denominazione in Mercedes-Benz Arena in seguito ad un accordo ventennale con la casa automobilistica tedesca, conclusosi nel marzo 2024.
Con una capacità di 17 000 persone, è la sede della squadra di hockey su ghiaccio degli Eisbären Berlin e di quella di pallacanestro dell'ALBA Berlino: grazie all'adattabilità dell'impianto ospita importanti concerti oltre a vari incontri di hockey su ghiaccio, pallacanestro e pallamano.
Una sezione della facciata semicircolare di vetro si trasforma in un display di 1.440 m² grazie ad un sistema di LED.
L'area circostante verrà riempita con varie offerte di svago compresi un cinema, un casinò, un hotel e vari bar e ristoranti.
Nella struttura si sono giocate le Final Four dell'Euroleague Basketball 2008-2009.
La griglia di costruzione del LED sulla facciata dell'arena sarà dotato di più di 300.000 sezioni LED, ognuna è alta 12 m, ha una larghezza di circa 120 m e una facciata semicircolare in vetro di 105° con una superficie totale di oltre 1.440 m2. I pixel chiari, costituiti da due gruppi di 19 LED (una tavolozza di colori di 16,7 milioni di colori RGB) sarà allegato ai controventi verticali della facciata. Le distanze verticali sono 0,20 m e la distanza orizzontale tra gli assi è progettata per essere 0,90 m.

## Eventi ospitati
La prima band a suonare nell'arena sono stati i Metallica il 12 settembre.
A partire dal dicembre 2008, si sono esibiti artisti come Leonard Cohen, i Coldplay e Alicia Keys. Il 26 e 27 gennaio 2009 è toccato a Tina Turner con due concerti sold out come parte del suo tour europeo.
L'arena è stata anche la casa degli MTV Europe Music Awards 2009.
Il 21 febbraio 2009, gli Scorpions hanno ricevuto in Germania il premio Echo alla carriera all'allora O2 World di Berlino.
Il 28 aprile 2009 è stato reso noto che la data dello spettacolo dell'icona Pop Britney Spears è stata fissata il 26 luglio 2009 per portare il suo ultimo tour (The Circus Starring: Britney Spears) all'O2 World. Originariamente il Tour in Europa era costituito da 8 date al The O2 Arena a Londra, ma a causa della grande domanda da parte del pubblico, sono state aggiunte più date in tutta Europa.
I Pet Shop Boys si sono esibiti qui il 5 dicembre 2009 durante il loro Pandemonium Tour a supporto dell'album Yes: per l'occasione il concerto è stato aperto dalla band Bad Lieutenant capitanata da Bernard Sumner dei New Order.
Sting si è esibito durante il suo Tour Symphonicities il 21 settembre 2010, insieme alla Royal Philharmonic Orchestra. Questo spettacolo è stato registrato per l'album dal vivo Live in Berlino.
Kylie Minogue si è esibita con il suo spettacolare Aphrodite - Les Folies Tour il 1º marzo 2011.
L'arena ha anche ospitato la seconda tappa del Euro Beach Soccer League 2011 tra 8-10 luglio.
L'impianto ha ospitato una partita della NHL Premiere il National Hockey League 2011-2012 in data 8 ottobre 2011. I Buffalo Sabres sconfissero i Los Angeles Kings per 4-2.
Bob Dylan e Mark Knopfler hanno suonato nell'impianto durante il tour europeo a due, il 29 ottobre 2011.
Il 27 marzo 2012, Il Divo hanno tenuto un concerto come parte del loro tour 2012 dell'album Wicked Game.
Madonna si è esibita durante il suo MDNA Tour in due serate tutto esaurito nel mese di giugno 2012.
I Pearl Jam hanno suonato presso l'Arena il 4 e 5 luglio 2012 durante il loro Pearl Jam Tour 2012
Laura Pausini ha cantato qui come parte del suo Inedito World Tour
The Beach Boys vi suonarono durante il loro Tour del 50º anniversario nell'agosto 2012.
Il beach soccer tornò nell'arena nel mese di agosto 2012 per ospitare ancora una volta la seconda fase del 2012 Euro Beach Soccer League.
Lady Gaga si è esibita con il suo Born This Way Ball Tour nel settembre 2012 in una sola data.
Jennifer Lopez eseguito nel corso della sua Dance Again World Tour nel mese di ottobre 2012 anche lei in una sola data.
Michael Flatley, il ballerino e musicista Irlandese-americano, riprende il ruolo di Lord of the Dance il 6 dicembre 2010 durante il tour Return of Michael Flatley As Lord of the Dance'. Alcune scene del film concerto in 3D Lord of the Dance 3D, sono state girate nel corso delle performance in campo a fianco del London O2 e del O2 di Dublino. Il film è uscito in DVD e Blu-ray con il titolo Michael Flatley ritorno del Signore della Danza nel 2011. Una versione in 3D è stata distribuita solo in Blu-ray alla fine del 2011. Nel 2014 fu la volta dei Linkin Park in uno dei loro più grandi concerti.
I Depeche Mode, durante il Delta Machine Tour,, hanno registrato il 25 e 27 novembre 2013 il DVD Live in Berlin (pubblicato il 17 novembre 2014).
Nel settembre 2015 ha ospitato il girone B del campionato europeo maschile di pallacanestro.
Le Blackpink si sono esibite durante il loro Born Pink World Tour in due serate nel mese di dicembre 2022.
La WWE ha svolto in questa arena il suo premium live event chiamato Bash in Berlin il 31 agosto del 2024.

## Galleria d'immagini

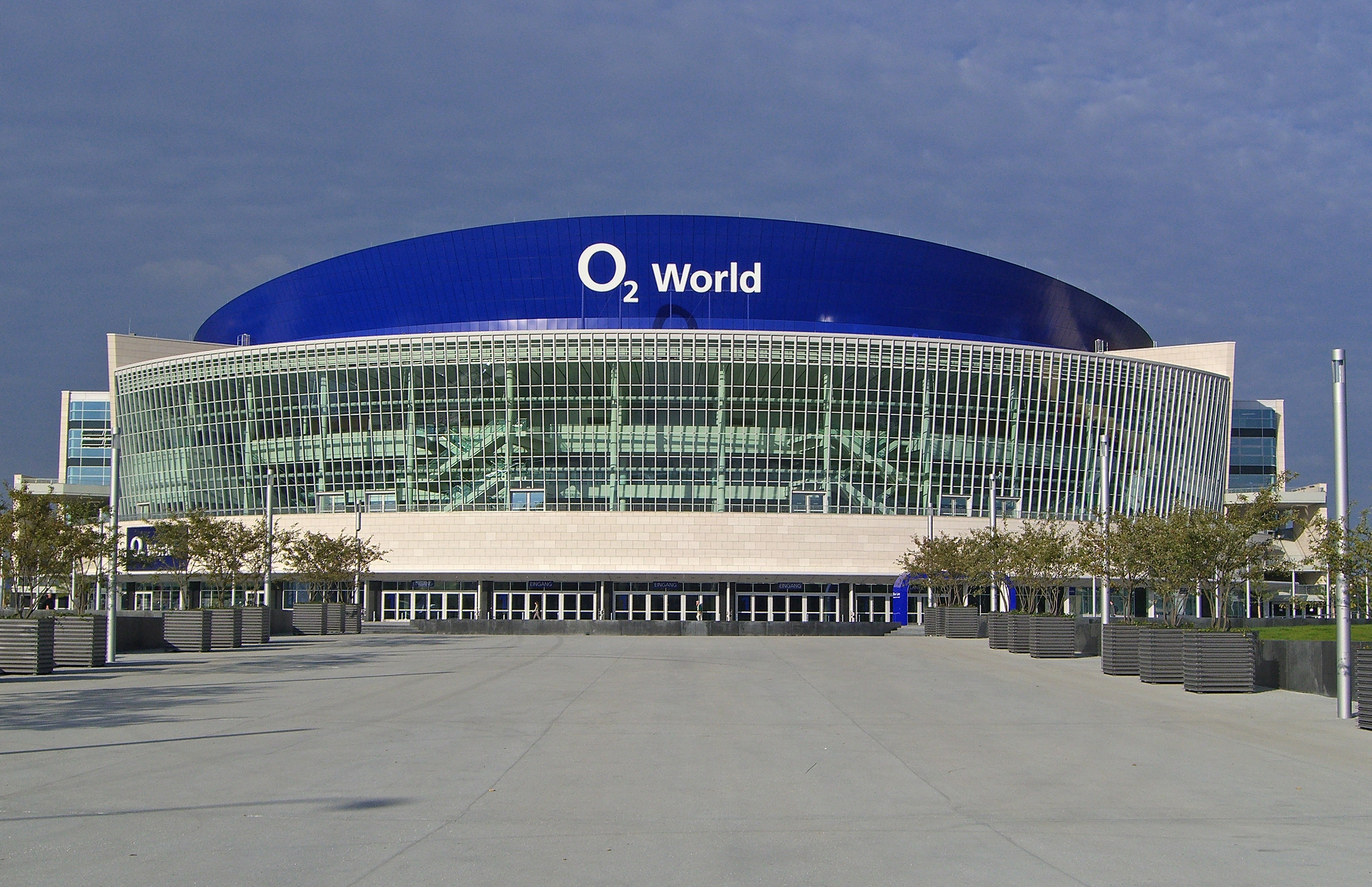
O2 World di Berlino
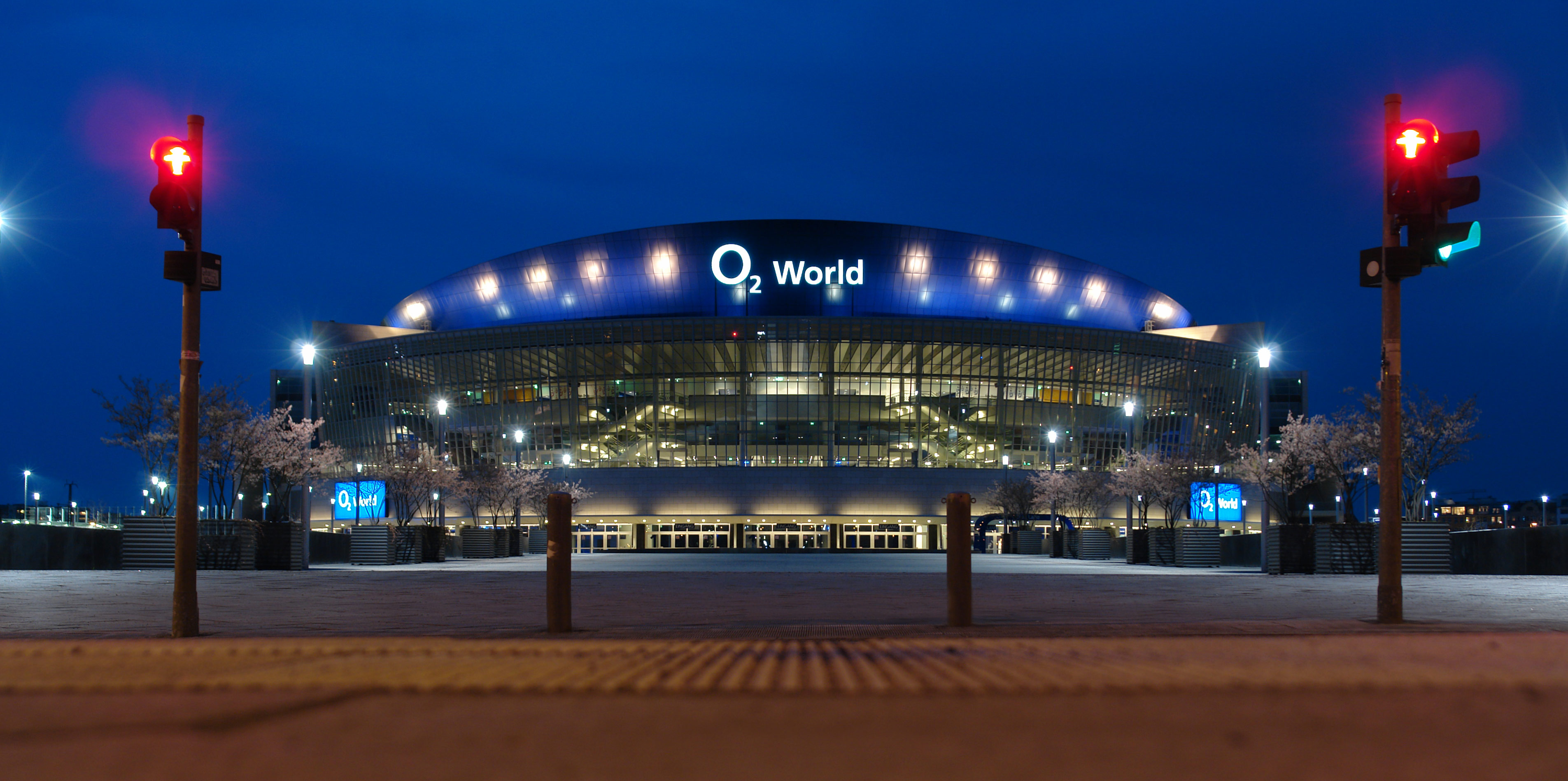
O2 World di notte
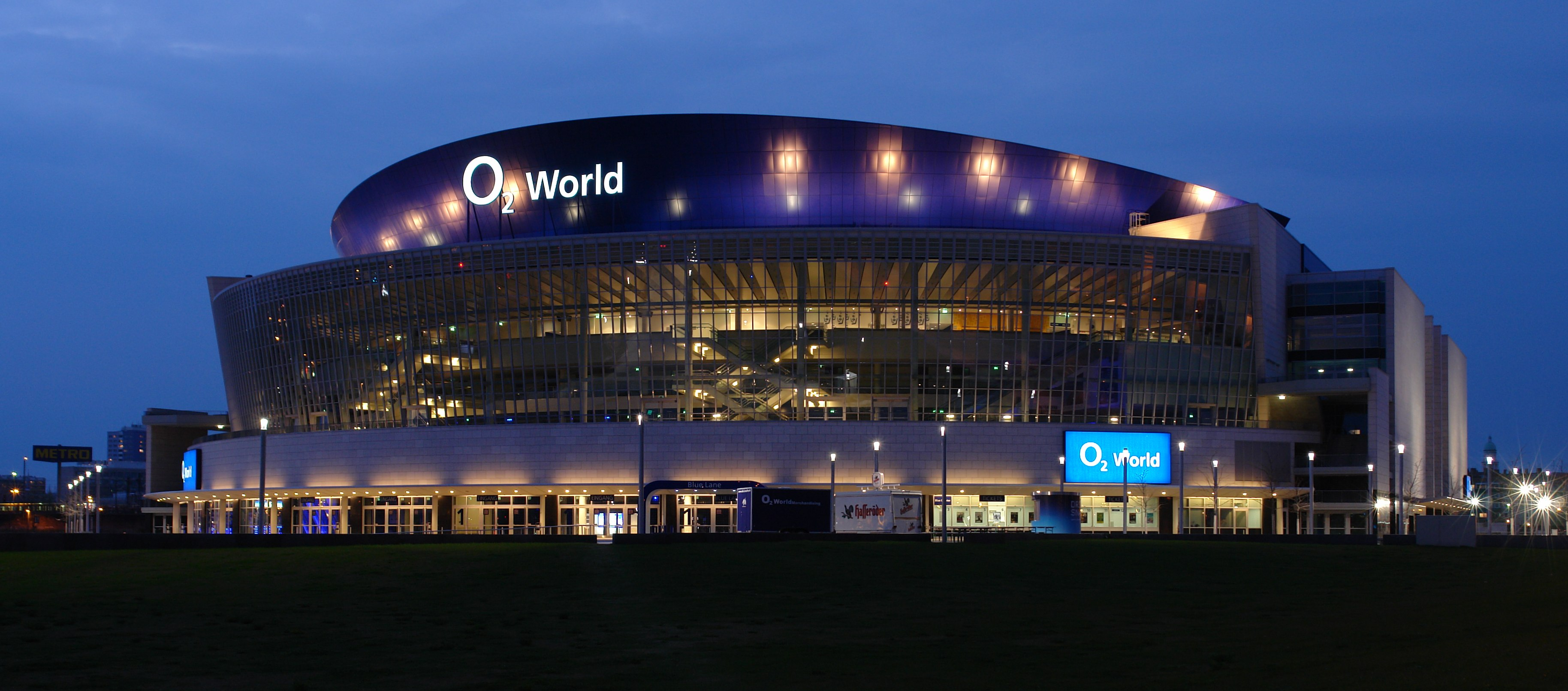
O2 World di notte
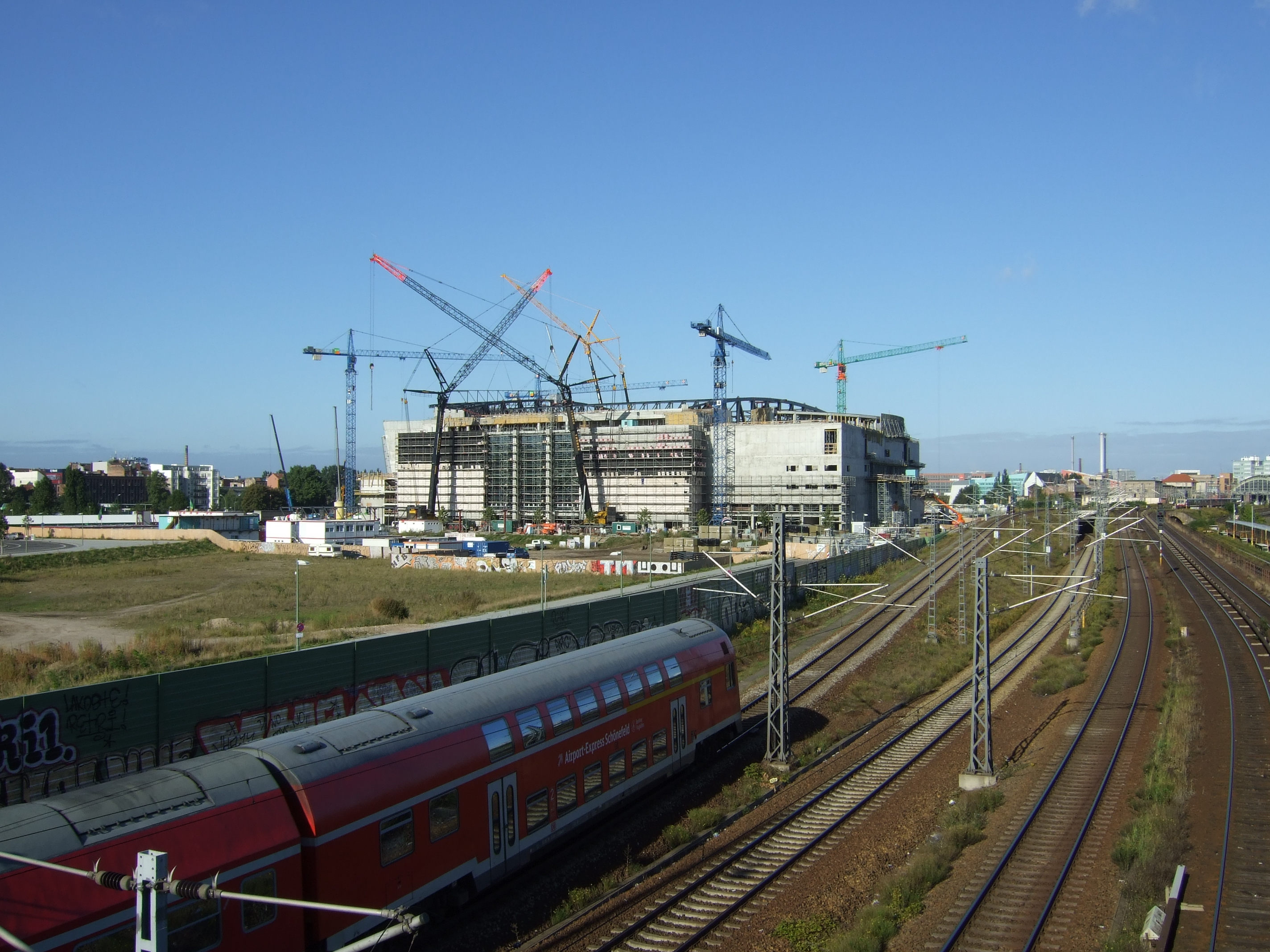
O2 World in costruzione
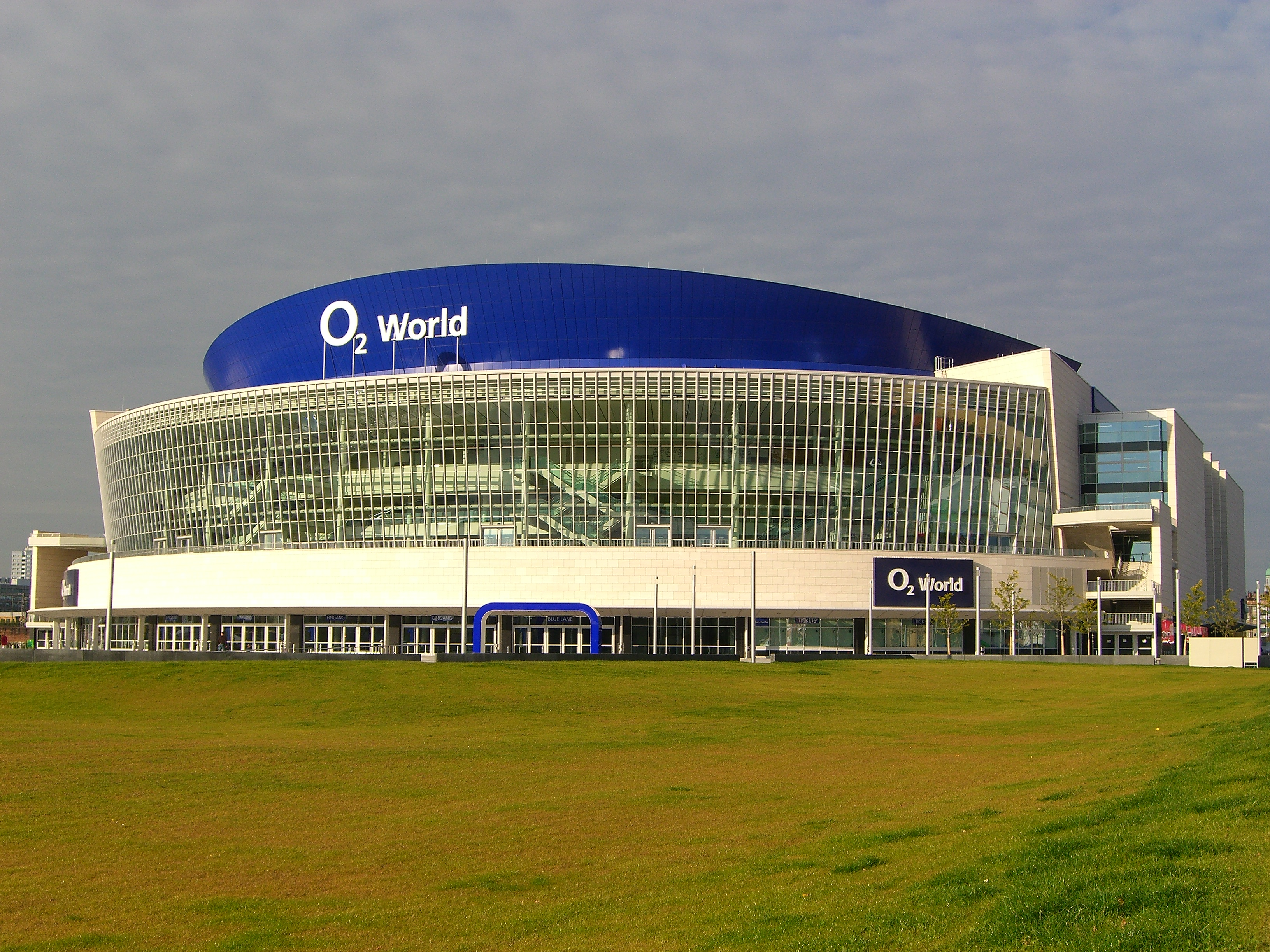
Altra inquadratura dell'O2 World
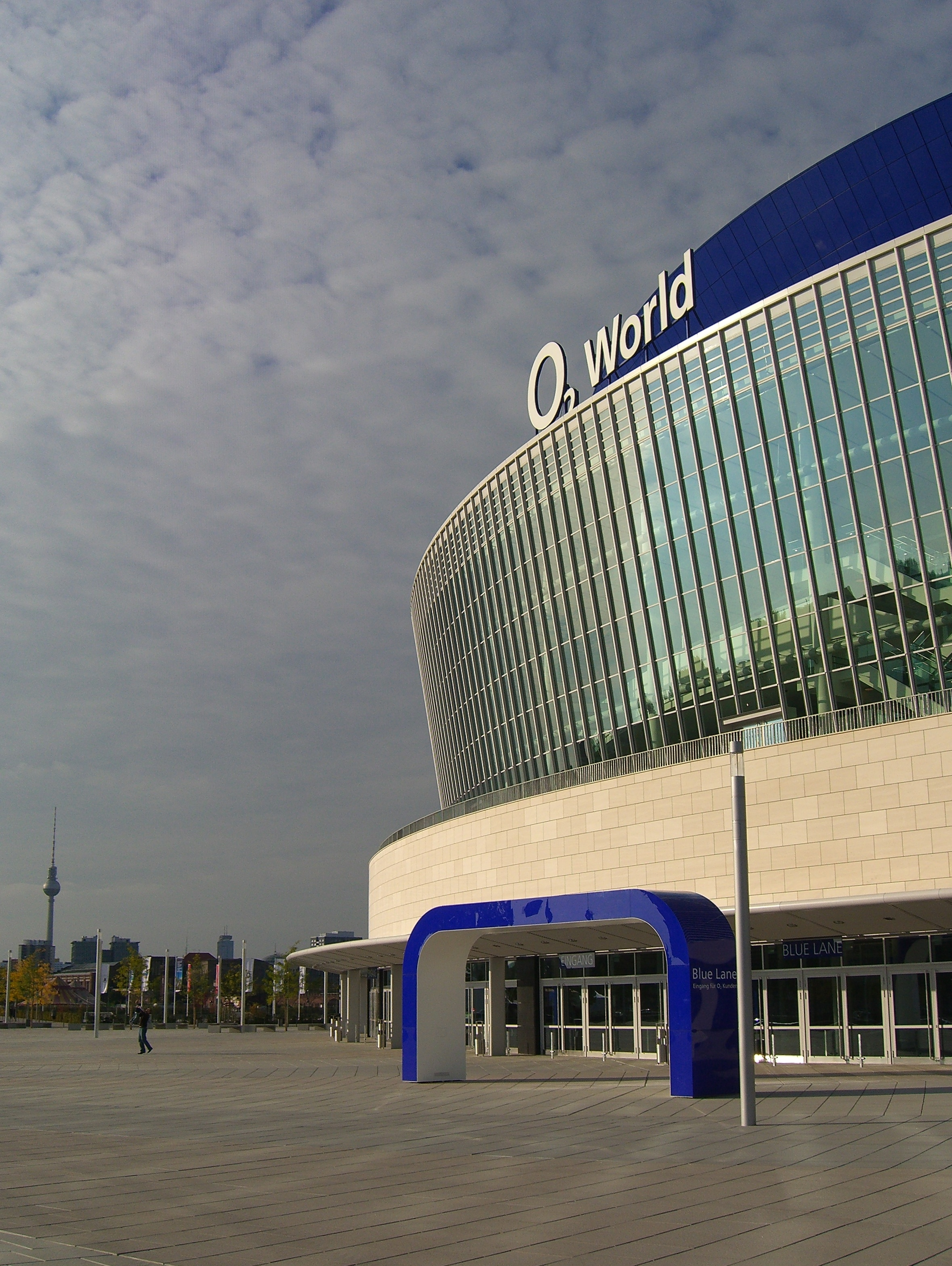
Ingresso dell'O2 World Berlin
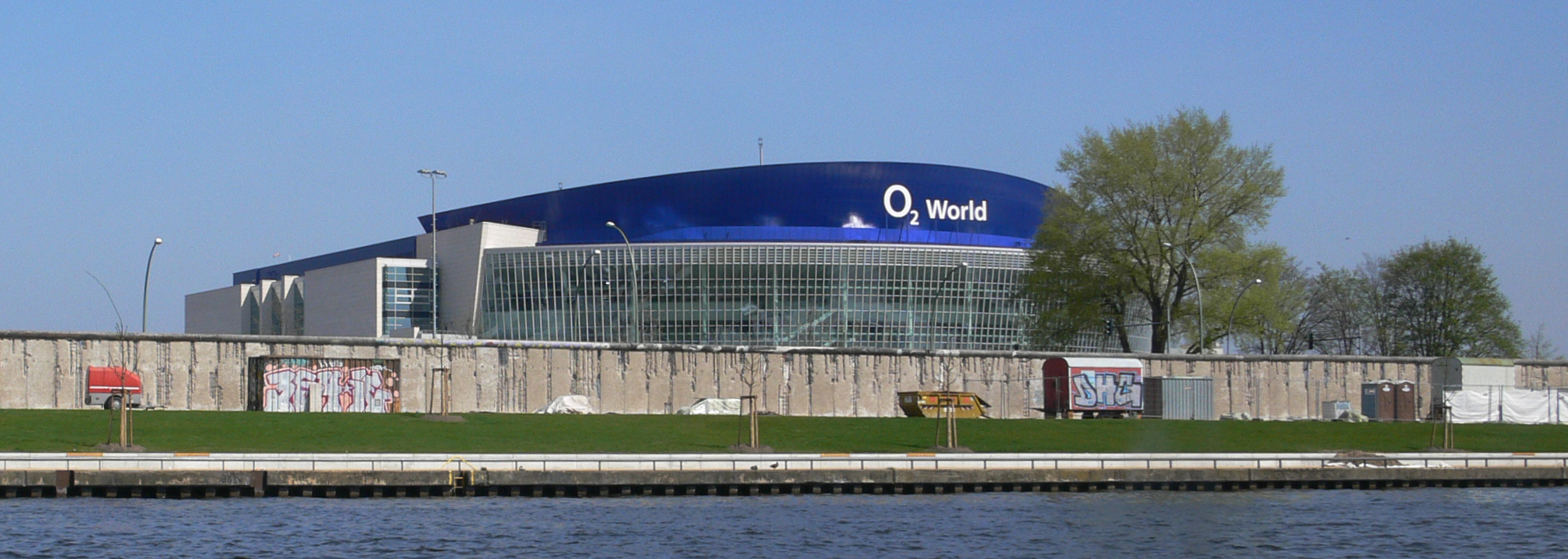
O2 World visto da lontano
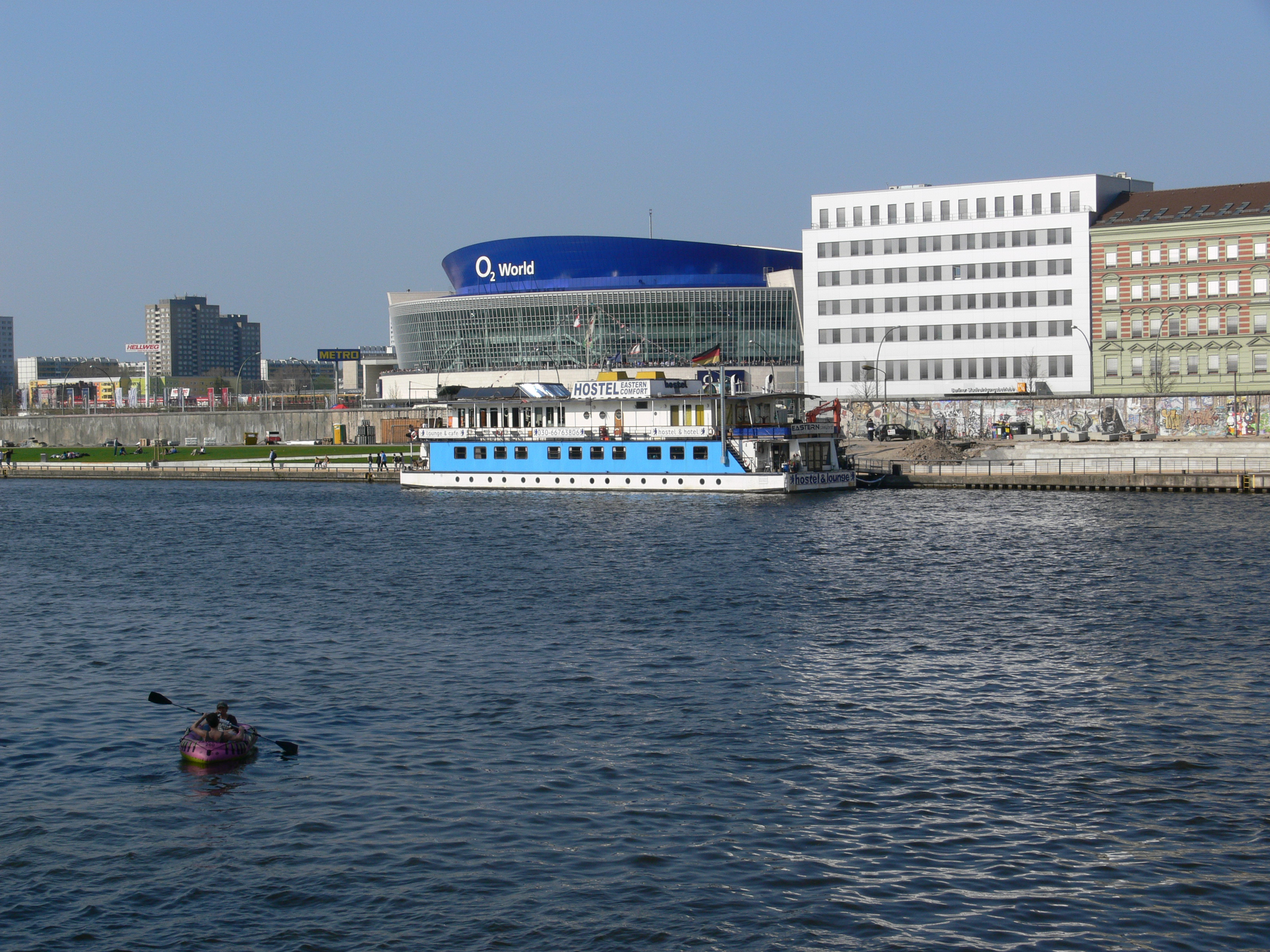
O2 World, veduta da una certa distanza
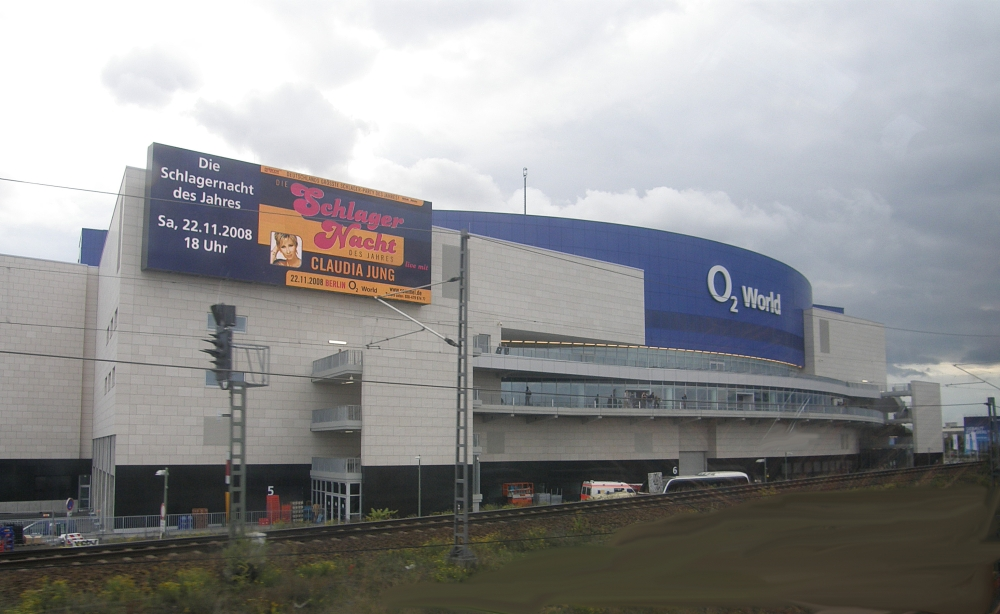
O2 World
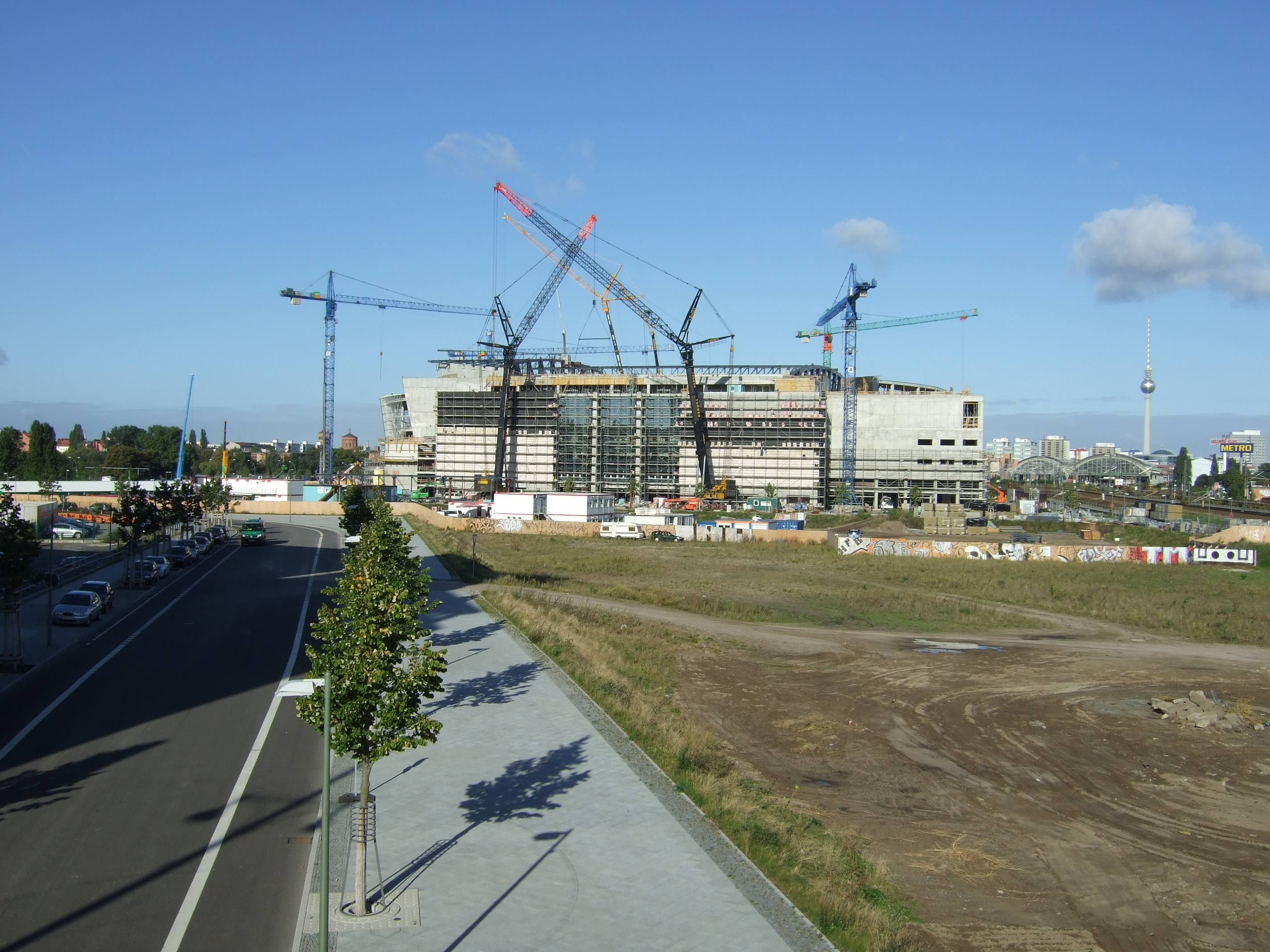
O2 World in costruzione
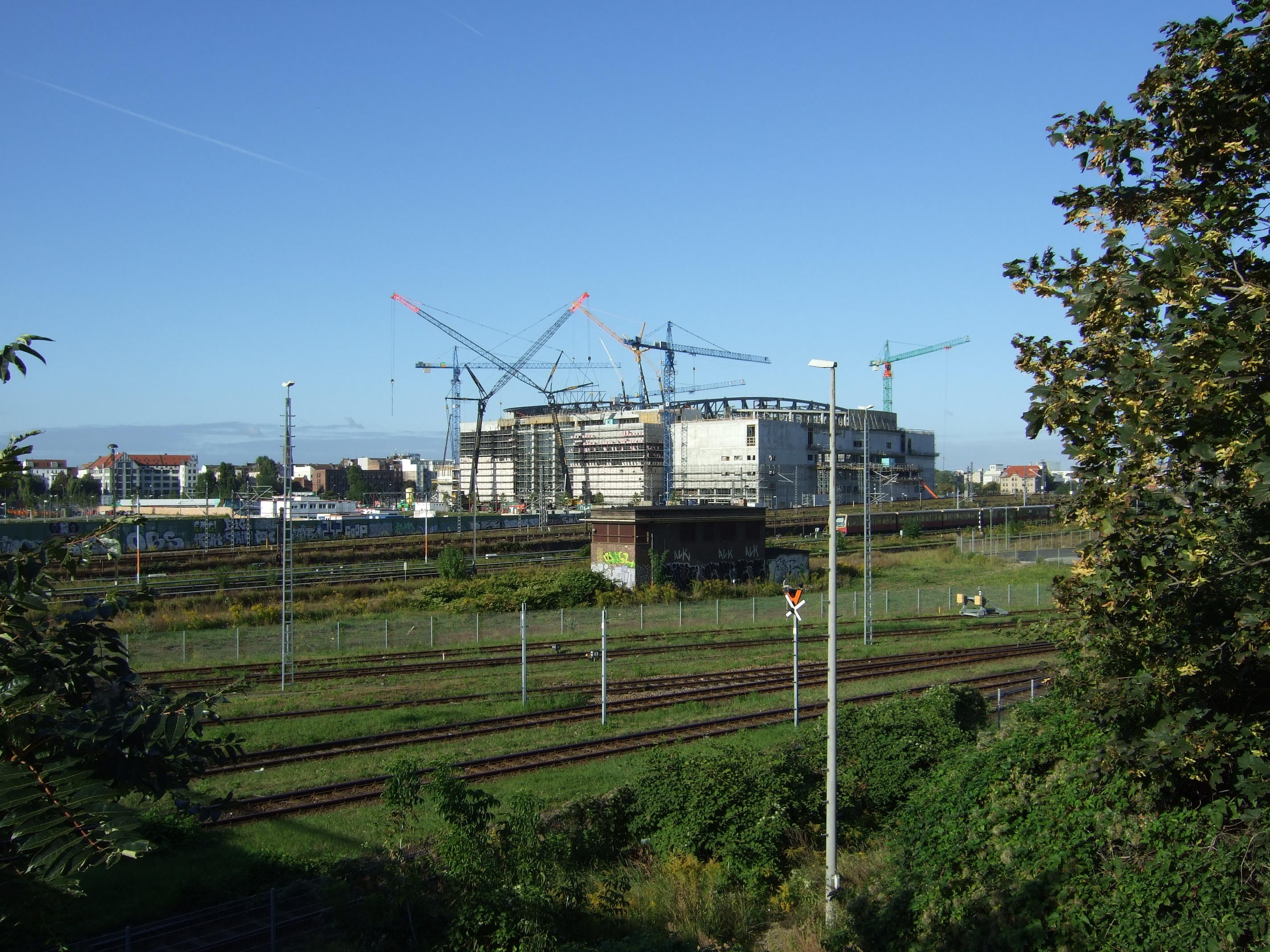
O2 World durante i lavori di costruzione
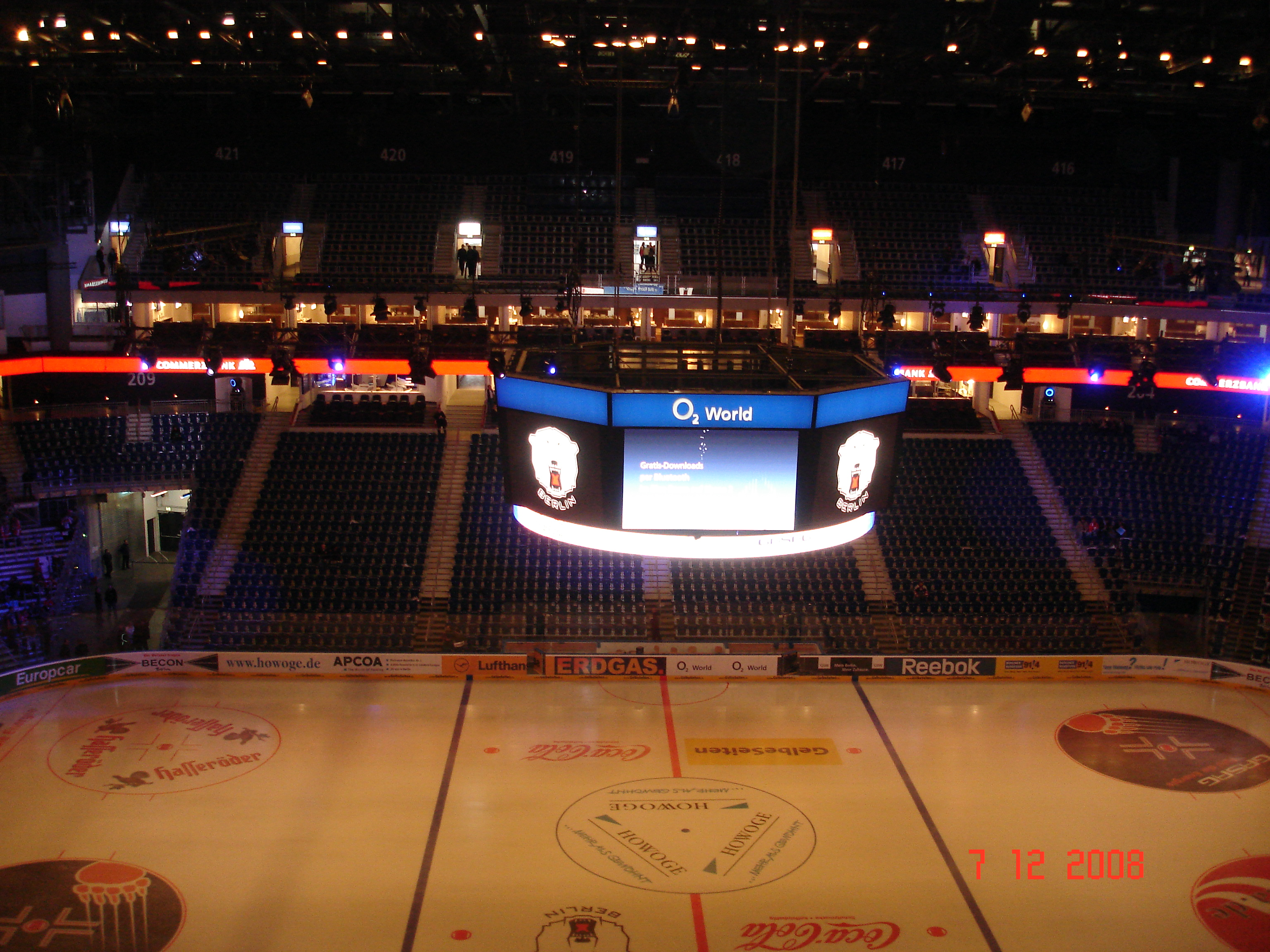
Interno dell'O2 World
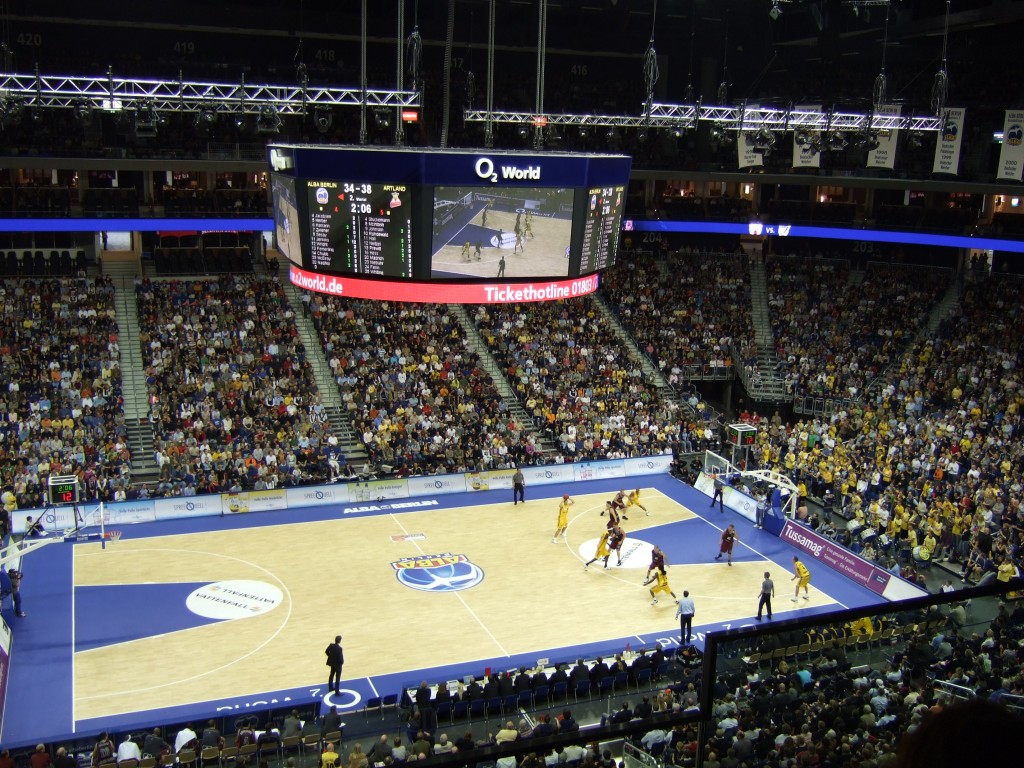
Interno durante una partita dell'Alba Berlino
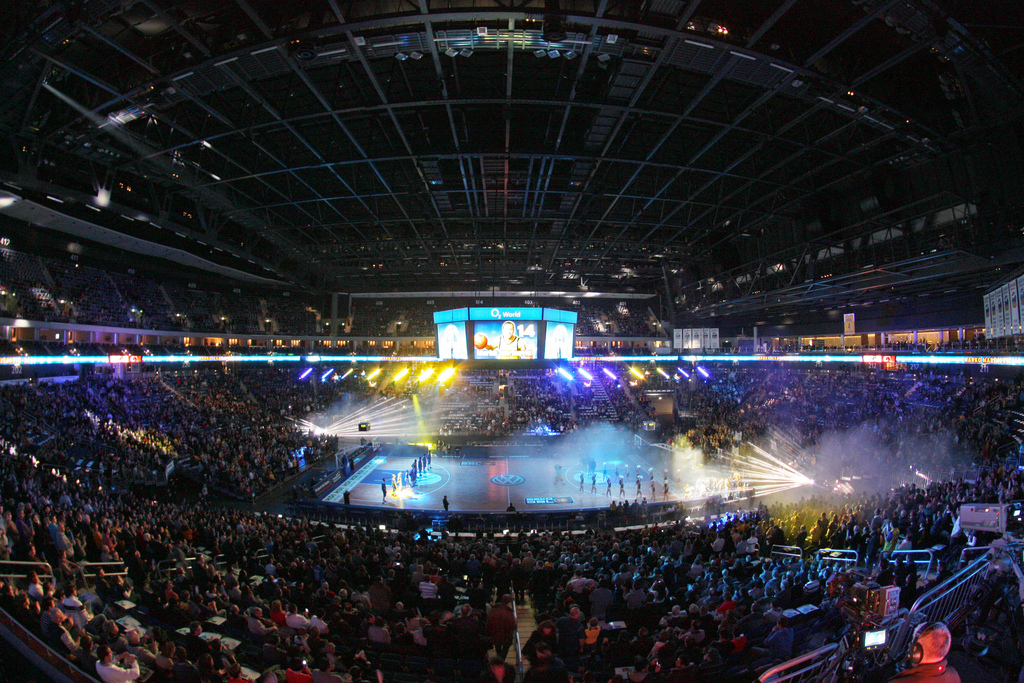
L'Alba Berlino contro il BBC Bayreuth, il 19 febbraio 2011